# ازملک
ازملک (نام علمی: Smilax excelsa) نام یک گونه از سرده ازملک است.